# Karsporeplanter
Karsporeplanter er en lidt ældre betegnelse for en gruppe (Division) af karplanter, der formerer sig vha. sporer i stedet for frø. Det latinske navn Pteridophyta dækker i dag kun bregner.

## Kendetegn
Karplanterne udmærker sig ved to vigtige kendetegn:
1. Karplanter har karvæv, hvor ressourcer bliver fordelt rundt i planten. Dette træk gør det muligt for karplanter at blive større end ikke-karplanterne, der mangler dette specialiserede ledningsvæv og derfor er tvunget til at nøjes med ringe højde.
2. Hos karplanterne er den vigtigste generationsfase sporofytten, der oftest er diploid med to sæt af kromosomer i hver celle. Kun formeringsceller og gametofytten er haploide. I modsætning hertil er den vigtigste generationsfase hos ikke-karplanterne normalt gametofytten, der er haploid med kun ét sæt kromosomer pr. celle. Hos disse planter er det almindeligvis kun sporestilken og -kapslen, der er diploide.

Vandtransport foregår enten i vedvævet (xylem) eller i sivævet (phloem): Xylem transporterer vand og opløste, uorganiske stoffer ud til bladene fra rødderne, mens phloem bringer opløste, organiske stoffer rundt i planten.
| Klasser |

- Bregne-klassen (Pteropsida eller Filicopsida)
- Padderok-klassen (Sphenopsida)
- Ulvefod-klassen (Lycopodiopsida)
- Psilopsida

Note
| Botanik | Spire Denne botanikartikel er en spire som bør udbygges. Du er velkommen til at hjælpe Wikipedia ved at udvide den. |

| Portal | Portal:Botanik |